# Anarchokapitalismus

Žluto-černá vlajka kapitalistického anarchismu

Anarchokapitalismus je politická a ekonomická teorie, která usiluje o eliminaci státu, resp. státního monopolu, ve prospěch neregulovaného volného trhu, soukromého vlastnictví, libertariánského výkladu osobní svobody a principu neagrese.
Pojem anarchokapitalismus použil již v druhé polovině 20. století ekonom Murray Rothbard, který byl představitelem tzv. rakouské školy ekonomie. Prohlásil: „Kapitalismus je vrcholné vyjádření anarchismu a anarchismus je vrcholné vyjádření kapitalismu. Nejen, že jsou kompatibilní, ale nemůžete skutečně mít jedno bez druhého. Pravý anarchismus bude kapitalismem a pravý kapitalismus bude anarchismem.“ Za zakladatele anarchokapitalismu je považován nizozemský ekonom Gustave de Molinari, který působil ve Francii v 19. století. Mezi další představitele anarchokapitalismu patří David D. Friedman a Hans-Hermann Hoppe. 
V České republice propaguje anarchokapitalismus např. Martin Urza v rámci neziskového spolku Svobodný přístav. Martin Urza také vydal o anarchokapitalismu knihu v roce 2018.
Anarchokapitalismus představuje nelevicový směr anarchismu, přičemž jeho anarchistická podstata je dalšími anarchisty často rozporovaná. Ti tvrdí, že kapitalismus, jakožto systém založený na soukromém vlastnictví výrobních prostředků, z podstaty vytváří hierarchii mezi vlastníkem výrobních prostředků a jeho podřízenými (zaměstnanci). Kvůli tomu není kompatibilní s anarchismem a jeho vizí samosprávné společnosti bez hierarchie, nadvlády a nerovnosti. Jako takový proto anarchokapitalismus odmítají považovat za jeden ze směrů anarchismu.

## Anarchokapitalismus a klasický liberalismus
Liberalismus staví svobodu jednotlivce na první místo. Každý jednotlivec má dle tezí přirozeného práva zaručeno právo na život, svobodu a majetek. Trh je jen místem střetávání zájmů jednotlivců, působením „neviditelné ruky trhu“ dochází k naplnění individuálních zájmů.
Přesto však klasičtí liberálové připisují určitý, byť minimální, význam státu, který je garantem přirozených práv. V tomto místě jde o sporný bod, kde se obě teorie rozcházejí. Anarchokapitalisté totiž odmítají jakýkoli stát a jakoukoli formu donucení. Tímto se zároveň ztotožňují s jednou ze základních myšlenek anarchismu, neboť absence státu je primárním rozlišovacím znakem od ostatních politických doktrín.
Společným východiskem obou směrů je individuální svoboda a pojetí přirozeného práva.

## Koncepce přirozeného práva, pojetí svobody a rovnosti
Podle koncepce přirozeného práva končí svoboda jednotlivce tam, kde začíná svoboda druhého.[zdroj?] Zatímco jiné směry anarchismu kladou důraz především na osobní svobodu jednotlivce, pro anarchokapitalisty jsou stejně důležité osobní i ekonomická svoboda. Mezi základní ekonomické svobody patří soukromé vlastnictví, které je absolutně nedotknutelné.
Koncepci přirozeného práva z pozic anarchokapitalismu rozvinul a přepracoval americký teoretik Murray Rothbard. Existenci státu považuje za nemorální, a proto je zapřisáhlým zastáncem neomezeného kapitalismu jako jediného etického, politického a společenského systému. Murray Rothbard dává přednost svobodě před rovností. To proto, že si myslí, že pokusy zařídit rovnost se rovnají „vzpouře proti přírodě“. Snaha o dosažení rovnosti je tedy požadavek, který se vymyká přirozenému řádu. Rovnost je tedy něco nepřirozeného, neboť „každý jedinec je unikum“. Jedinou rovnost, kterou považují anarchokapitalisté za přípustnou, ba žádoucí, je rovnost práv. Podle všeobecně rozšířené doktríny sociálních anarchistů však rovnost neznamená „zestejnění“, nýbrž rovnost na poli práva, respektu a úcty k jednotlivcům, rovnost v přístupu k bohatství a k podílu na moci. V tomto je vidět rozpor se sociálními anarchisty.
Anarchokapitalisté vyvozují lidská práva z práva na osobní vlastnictví a z konceptu sebevlastnictví – člověk je vlastníkem svého těla. Například vražda porušuje vlastnická práva zavražděného k jeho vlastnímu tělu.
| „                    | Každý je vlastníkem svého fyzického těla stejně jako všech míst a přírodních statků, které zaujímá a používá prostředky svého těla, za předpokladu že nikdo jiný před ním ještě nezaujal nebo nepoužil ta stejná místa a statky. Toto vlastnictví "prvně přivlastněných" míst a statků implikuje právo člověka používat a přeměňovat tato místa a statky jakýmkoli způsobem, který uzná za vhodné, za předpokladu že tím nemění fyzickou integritu míst a statků prvně přivlastněných jinou osobou proti její vůli. Obzvlášť, bylo-li jednou místo nebo statek poprvé přivlastněno, řečeno slovy Johna Lockea, "smíšením něčí práce" s ním, vlastnictví takových míst a statků může být získáno jen prostřednictvím dobrovolného — smluvního — převedení vlastnictví od předchozího na nového vlastníka. | “ |
| — Hans-Hermann Hoppe | |   |

Pojetí svobody je vymezeno vztahem „svoboda od“ (něčeho). Jedná se o negativní vymezení svobody, které zahrnuje absolutní svobodu jedince a jeho právo na majetek ve smyslu ochrany těchto práv „před útoky ostatních jedinců“.
Anarchokapitalisté pak odmítají veškeré formy pozitivního práva, které zahrnuje např. právo na sociální zabezpečení či minimální mzdu. Absence vztahu „svoboda k“ je však nepřijatelná pro ostatní názorové proudy anarchistů a koliduje zejména s pojetím sociálních anarchistů, dle nichž je člověk tvor společenský a „spolupráce se stala jedinou cestou k pokroku, rozvoji a bezpečnosti“.

## Kritika

### Spravedlnost a obrana
Robert Nozick ve své knize Anarchy, State, and Utopia (Anarchie, stát a utopie) argumentuje, že anarchokapitalistická společnost by se nevyhnutelně změnila na minarchistický stát prostřednictvím vzniku monopolních soukromých obranných a soudních agentur, které by nebyly vystaveny soutěži. Podle něj by anarchokapitalismus vedl k nestabilnímu systému, který by ve skutečném světě nemohl vydržet. Podle Paula Birche by právní řízení zahrnující několik různých jurisdikcí a právních systémů bylo příliš složité a nákladné, a tudíž by se oblast soukromé obrany teritoriálně změnila na přirozený monopol.

### Právo a svoboda
Mnoho anarchokapitalistů věří, že koncept negativních práv by měl nahradit koncept pozitivních práv. Někteří kritici, včetně Noama Chomského, odmítají dělení práv na pozitivní a negativní.
| „              | Anarchokapitalismus, podle mého názoru, je systém doktríny, který, pokud by byl implementován, by vedl k formám tyranie a útlaku, jaké má jen málo protějšků v lidských dějinách. Není ani té nejmenší pravděpodobnosti, aby jeho (podle mého, příšerné) ideje byly implementovány, protože by rychle zničily jakoukoli společnost, která by udělala takovou kolosální chybu. Myšlenka „svobodného kontraktu” mezi vládcem (the potentate – pozn. překl.) a jeho hladovějícím subjektem je špatným vtipem, možná stojícím za pár chvil na akademickém semináři zjistit důsledky těchto (podle mého, absurdních) myšlenek, ale nikde jinde. | “ |
| — Noam Chomsky | |   |